# Safra Catz
Safra Ada Catz ( em hebraico:  צפרא עדה כץ; nascida em 1 de dezembro de 1961) é uma banqueira bilionária estadunidense e executiva de tecnologia. Ela é a CEO da Oracle Corporation. Ela é executiva da Oracle desde abril de 1999 e membro do conselho desde 2001. Em abril de 2011, ela foi nomeada co-presidente e diretora financeira (CFO), reportando-se ao fundador Larry Ellison. Em setembro de 2014, a Oracle anunciou que Ellison deixaria o cargo de CEO e que Mark Hurd e Catz foram nomeados CEOs conjuntos. Em setembro de 2019, Catz se tornou o único CEO depois que Hurd renunciou devido a problemas de saúde.

## Vida pregressa
Catz nasceu em Holon, Israel, de pais judeus.  Seu pai era um imigrante da Romênia. Ela se mudou de Israel para Brookline, Massachusetts, aos seis anos de idade.
Catz se formou na Brookline High School e obteve um diploma de Bacharel pela Wharton School, da Universidade da Pensilvânia, em 1983, e um JD da Faculdade de Direito da Universidade da Pensilvânia em 1986.

## Carreira
Catz foi banqueira da Donaldson, Lufkin &amp; Jenrette, servindo como diretora administrativa de fevereiro de 1997 a março de 1999, e vice-presidente sênior de janeiro de 1994 a fevereiro de 1997. Mas, desde 1986, ocupava vários cargos de banco de investimento. Em 1999, Catz ingressou na Oracle como vice-presidente sênior. Ela é diretora não-executiva da Hyperion Solutions, subsidiária da Oracle, desde abril de 2007. Ela é membro do conselho executivo do TechNet desde março de 2013. Ela foi diretora da PeopleSoft Inc desde dezembro de 2004 e da Stellent Inc. desde dezembro de 2006.  
Catz ingressou na Oracle Corporation em abril de 1999, e tornou-se membro do conselho de administração da empresa em outubro de 2001, e presidente no início de 2004. Ela é creditada por ter conduzido os esforços da Oracle para adquirir a rival de software PeopleSoft, em 2005, em uma aquisição de US$ 10,3 bilhões. Catz também foi CFO da empresa, de novembro de 2005 a setembro de 2008, e de abril de 2011 até o presente. Mark Hurd juntou-se a ela como co-presidente em 2010. Em dezembro de 2019, após a morte de Hurd, Catz passou a única CEO.
Em 2009, ela foi classificada pela Fortune como a 12ª mulher mais poderosa nos negócios. Em 2009, ela foi classificada pela Forbes como a 16ª empresária mais poderosa. Em 2014, ela ficou em 24º lugar. De acordo com uma análise da Equilar publicada pela Fortune, em 2011, ela foi a mulher mais bem paga entre as empresas, recebendo uma remuneração total estimada em US$ 51.695.742.
Catz é professora de contabilidade na Stanford Graduate School of Business e foi diretora do HSBC de 2008 a 2015. 
Após a eleição de Donald Trump, Catz esteve no grupo de CEOs de alto nível, incluindo Tim Cook, Sheryl Sandberg e Jeff Bezos, convidados a conversar com o então presidente eleito sobre a possibilidade de assumir um cargo no novo governo. De acordo com a Bloomberg, ela foi considerada para o cargo de Representante Comercial dos EUA ou Diretora de Inteligência Nacional.
Em abril de 2017, Catz foi a CEO feminina mais bem paga de qualquer empresa dos EUA, ganhando US$ 40,9 milhões após uma queda de 23% em sua remuneração total em relação a 2016.
Catz foi eleita para o conselho de administração da The Walt Disney Company em dezembro de 2017, atuando a partir de fevereiro de 2018. 
Em março de 2021, Catz chamou a atenção por sua negociação de ações, por adquirir 2,25 milhões de ações por meio da conversão de derivativos, antes de vendê-las no mercado aberto por aproximadamente o dobro do preço. 

## Envolvimento político
Durante as primárias presidenciais republicanas de 2016, Catz doou para a campanha de Marco Rubio. Mais tarde, ela serviu na equipe de transição do presidente Trump,  e os meios de comunicação frequentemente a mencionaram como uma potencial autoridade no governo Trump.   Durante o ciclo eleitoral de 2018, Catz doou mais de US$ 150.000 para grupos e indivíduos alinhados aos republicanos, incluindo o congressista Devin Nunes. Catz doou US$ 125.000 para a campanha de reeleição de Donald Trump em maio de 2020.

## Vida pessoal
Catz é casada com Gal Tirosh e eles têm dois filhos.